# Avatha delunaris
Avatha delunaris là một loài bướm đêm trong họ Erebidae.